# 西皮丘利爾鎮區 (密蘇里州卡斯縣)
西皮丘利爾鎮區（英語：West Peculiar Township）是位於美國密蘇里州卡斯縣的一個行政鎮區。

## 地方資料
西皮丘利爾鎮區的面積為93.20平方千米，當中陸地面積為92.95平方千米，而水域面積為0.25平方千米。根據2020年美國人口普查的數據，當地共有人口8996人，而人口密度為每平方千米96.52人。